# بيربكران
بيربكران (بالفارسية: پیربکران) هي منطقة سكنية تقع في إيران في Pir Bakran District. يقدر عدد سكانها بـ 10,851 نسمة .